# Мичели, Джон

Джон Мичели в группе Rainbow

Джон Мичели (англ. John Miceli; 29 мая 1961, Лонг-Айленд, Нью-Йорк) — американский барабанщик. Известен по выступлениям с Митом Лоуфом, в группах Neverland Express, Blue Öyster Cult, Rainbow, Marchello. Он также играл на ударных в мюзикле We Will Rock You.

## Карьера
Гастролировал с Митом Лоуфом в 1991 году. Был ударником Neverland Express в альбоме Bat Out of Hell II: Back into Hell. Позже периодически появлялся при записи студийных альбомов Лоуфа (Welcome to the Neighborhood, Couldn’t Have Said It Better, Bat Out of Hell III: The Monster is Loose и Hang Cool Teddy Bear), треки которых с его участие были включены в компиляции лучших хитов, таких как The Very Best of Meat Loaf. В его исполнении барабаны звучат на «живых» альбомах Live Around the World, VH1 Storytellers, Night of the Proms и Bat out of Hell: Live with the Melbourne Symphony Orchestra.
Также Джон записал несколько альбомов с Адамом Ламбертом (For Your Entertainment, «Time for Miracles»), Foxy Shazam («Count Me Out»), Nine Days, Marchello/The Good Rats, и Эллис Керри (Anthems). В 2010 году Мичели играл в группе My Chemical Romance при записи альбома Danger Days: The True Lives of the Fabulous Killjoys.
В настоящее время вернулся в Neverland Express.